# Canovelles
Canovelles település Spanyolországban, Barcelona tartományban. Lakosainak száma 17 312 fő (2024).

## Földrajza
Canovelles L’Ametlla del Vallès, Les Franqueses del Vallès, Granollers, Lliçà d’Amunt és Santa Eulàlia de Ronçana községekkel határos.

## Népesség
A település lakosságának változását az alábbi diagram mutatja:
| Lakosok száma | 136  | 334  | 543  | 3061 | 12 403 | 14 001 | 16 023 | 15 954 | 16 629 | 17 312 |
|               | 1717 | 1887 | 1936 | 1960 | 1986   | 2004   | 2009   | 2014   | 2019   | 2024   |